# Пермський тролейбус
Пермський тролейбус (рос. Пермский троллейбус) — тролейбусна система Росії що діяла в місті Перм з 5 листопада 1960 по 1 липня 2019 року.

## Організація руху
Експлуатацію тролейбусної мережі здійснювало МУП «Горэлектротранс», у віданні якого перебувало 1-е тролейбусне депо. Рух тролейбусів у Пермі здійснювався з 6 до 23 години. У ніч проти 1 січня зазвичай організовувалася цілодобова робота 2 машин за маршрутом № 5. Для регулярного маршрутного руху використовувалися всі ділянки мережі, за винятком кількох стрілок (наприклад, на правому повороті з Комсомольського проспекту на вулицю Пушкіна при русі в бік Ками). Диспетчерські пункти розташовані на кінцевих зупинках «Вулиця Гусарова», «ВАТ „Велта“», «Вулиця Куфоніна». Зв'язок з диспетчером здійснюється за допомогою рухомих радіостанцій Motorola (система «Маяк»). Підготовку водіїв тролейбусів у Пермі здійснювало професійне училище № 52 (вулиця Миру, 26).

## Історія та перспективи
Тролейбусний рух у Пермі було відкрито в 1960 році. Перша лінія проходила від річкового вокзалу вулицею Орджонікідзе і Комсомольським проспектом до Комсомольської площі. Через два роки з'явилася лінія від площі Дружби до Іподрому через Центральний ринок.
У 1969 році прокладена тролейбусна лінія до вокзалу Перм II вулицею Леніна замість трамвайної, яка була перенесена на паралельну вулицю Комуністичну.
У 1981 році була відкрита лінія по вулиці Карла Маркса (нині вулиця Сибірська) до річкового вокзалу, натомість існуючої раніше трамвайної.
У 1986 році побудували лінію від Комсомольської площі через Південну дамбу до площі Дружби.
Остання велика ділянка мережі, що сполучила шосе Космонавтів з мікрорайоном «Парковий», була відкрита 1993 року. Згодом були відкриті лише дві короткі ділянки-«перемички» між давно побудованими лініями:
- по вулиці Бєлінського від Комсомольської площі до площі Карла Маркса;
- по вулиці Чкалова від вулиці Куйбишева до вулиці Героїв Хасана.

Лінія по вулиці Чкалова, що була відкрита 2 листопада 2004 року, має радше технологічне значення та забезпечує альтернативне сполучення між депо та мікрорайоном Крохалєва з іншими ділянками мережі в разі перекриття руху на вулиці Куйбишева та у районі Комсомольської площі. Генеральним планом розвитку міста Пермі до 2020 року передбачався розвиток тролейбусної мережі в районах реконструкції та нової житлової забудови, але цього не сталося. Поступове згортання мережі почалося з 2014 року. У 2018 році стало відомо що міська влада планує повну ліквідацію мережі до 2023 року, але вже в лютому 2019 року мер міста заявив що рух тролейбусів в місті буде припинено вже до кінця року. Останній тролейбус проїхав вулицями міста 30 червня 2019 року.

## Маршрути
Станом на кінець 2000-х років в Пермі діяли такі 13 маршрутів тролейбусу:
| Номер | рік запуску | Шлях слідування | Примітки                                                                                 |
| ----- | ----------- | --- | ---------------------------------------------------------------------------------------- |
| № 1   | 1960        | вулиця Гусарова, вулиця Лодигіна, вулиця Куйбишева, Комсомольський проспект, станція Перм-1 | довжина — 9,8 км                                                                         |
| № 2   | 1962        | Іподром, шосе Космонавтів, центральний ринок, вулиця Пушкіна, Північна дамба, Цирк, площа Дружби | довжина — 10,9 км                                                                        |
| № 3   | 1981        | вулиця Гатаулліна, вулиця Героїв Хасана, вулиця Сибирська, станція Перм-1 | довжина — 7,8 км                                                                         |
| № 4   |             | ОАО Велта, Героїв Хасана, Комсомольська площа, центральний колгоспний ринок, Гознак, Іподром | скасований                                                                               |
| № 5   |             | вулиця Гусарова, вулиця Лодигіна, вулиця Куйбишева, Комсомольський проспект, станція Перм-2 | довжина — 8,1                                                                            |
| № 6   |             | Іподром — станція Перм-1 | скасований                                                                               |
| № 7   | 1969        | ОАО «Вєлта», вулиця Героїв Хасана, Комсомольський проспект, вулиця Леніна, вулиця Радянська | довжина — 9,7 км. Кількість машин на рейсі — 16 в будні, 11 по суботах, 10 — по неділях. |
| № 8   | 1986        | ОАО «Велта», вулица Героїв Хасана, вулиця Чернишевського, південна дамба, бульвар Гагарина, площа Дружби | довжина — 8,5 км. Кількість машин на рейсі — 9 в будні, 3 у вихідні.                     |
| № 9   |             | микрорайон Парковий (вулица Куфоніна) — вулиця Радянська | скасований                                                                               |
| № 10  | 1993        | мікрорайон Парковий (вулиця Куфоніна), Парковий проспект, вулиця Підлісна, шосе Космонавтів, центральний ринок, вулиця Пушкіна, північна дамба, цирк, площа Дружби                                                    | довжина — 10,3 км                                                                        |
| № 11  | 1994        | вулиця Гатаулліна, вулиця Куйбишева, вулиця Чкалова, вулиця Героїв Хасана, вулиця Чернишевського, південна дамба, бульвар Гагарина, площа Дружби                                                                      | Кількість машин на рейсі — 3 по буднях і суботах, 2 щонеділі.                            |
| № 12  | 2000        | вулиця Гусарова, вулиця Лодигіна, вулиця Куйбишева, Комсомольський проспект, вулиця Пушкіна (обратно по улице Революции), шосе Космонавтів, вулиця Підлісна, Парковий проспект, мікрорайон Парковий (вулиця Куфоніна) | довжина — 14,7 км.                                                                       |
| № 13  | 2002        | вулиця Гусарова, вулиця Лодигіна, вулиця Куйбишева, вулиця Белінського, вулиця Чернишевського, південна дамба, бульвар Гагарина, площа Дружби                                                                         | довжина — 10,7 км.                                                                       |

## Рухомий склад
Станом на лютий 2005 року рухомий склад пермського тролейбуса налічував 135 машин. А вже на 1 вересня 2007 року пермський тролейбусний парк становив 124 машини.
Питому вагу рухомого складу пермської тролейбусної мережі становлять тролейбуси виробництва ВАТ «Тролза» різних років випуску і різних модифікацій. У 2007 році було придбано 9 нових машин цього заводу (вартістю близько 3 млн руб. за кожний), з них 8 марки ЗіУ-9. У 2008 році були введені в експлуатацію тролейбуси мінського заводу «Белкоммунмаш».
На момент ліквідації рухомий склад становив близько 100 одиниць різних моделей, але більшість тролейбусів виробила свій ресурс. Частину тролейбусів вирішили передати в місто Березники в якому діє тролейбусна мережа, що робити з іншими влада поки що не вирішила.

## Галерея

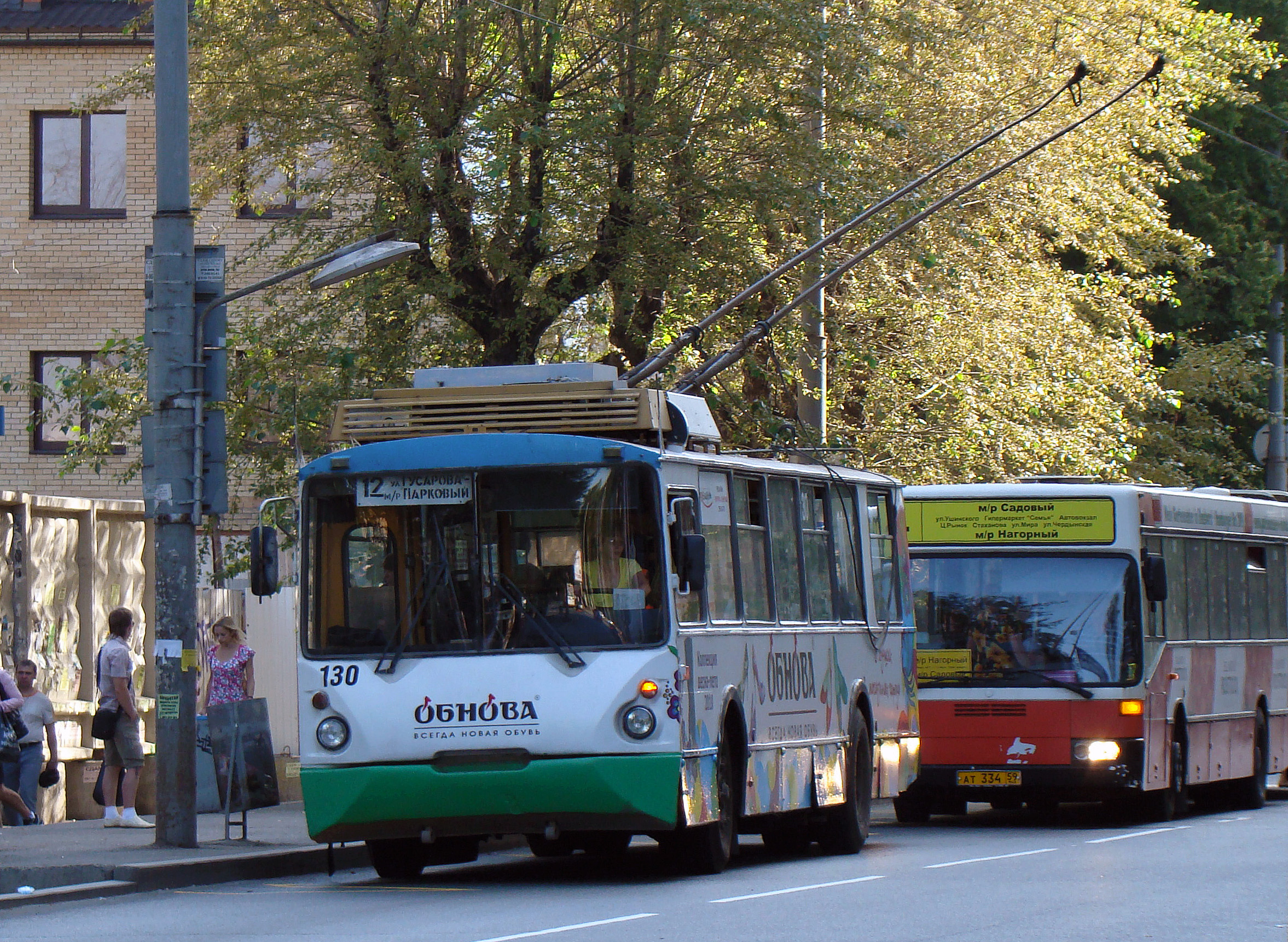
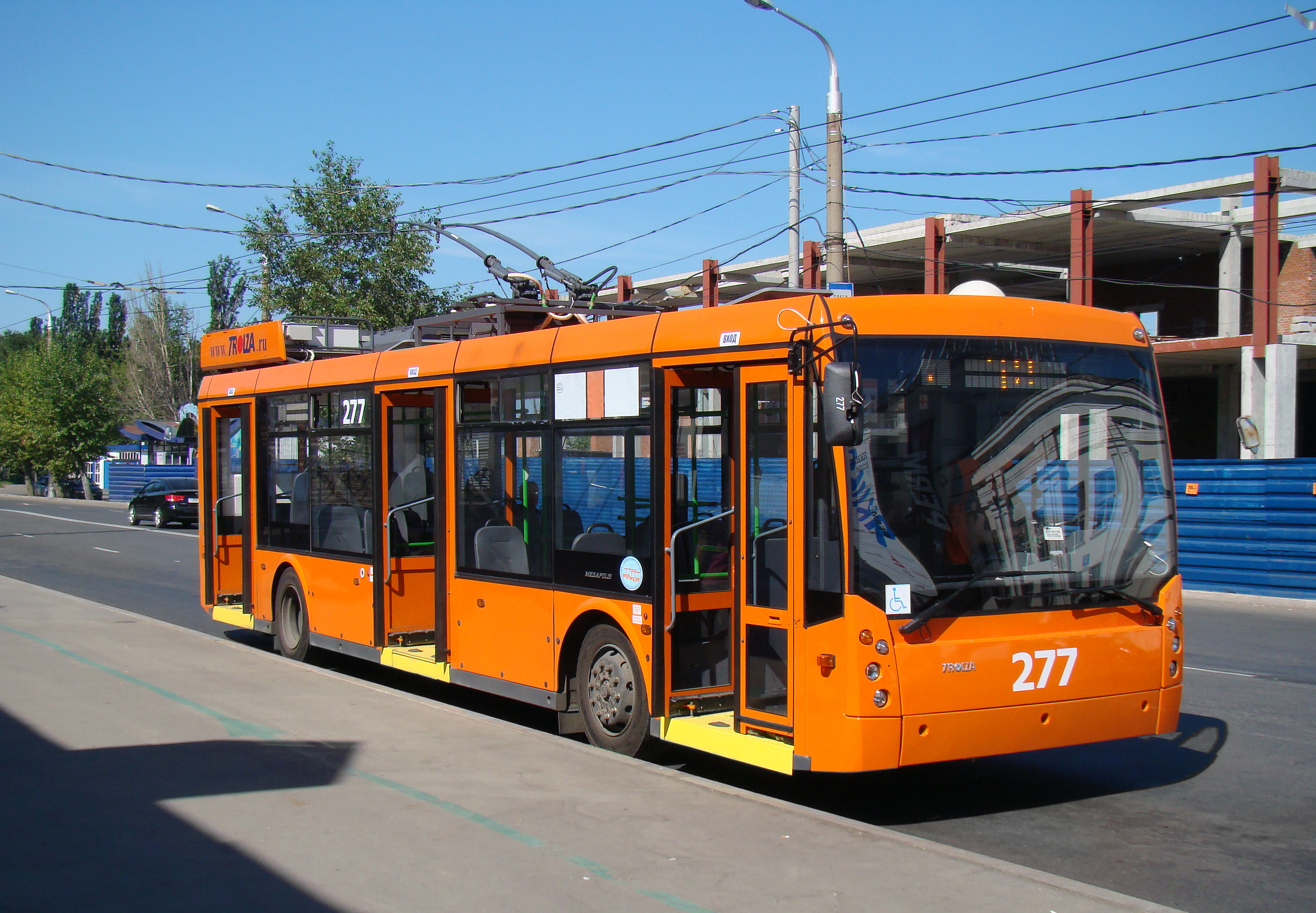
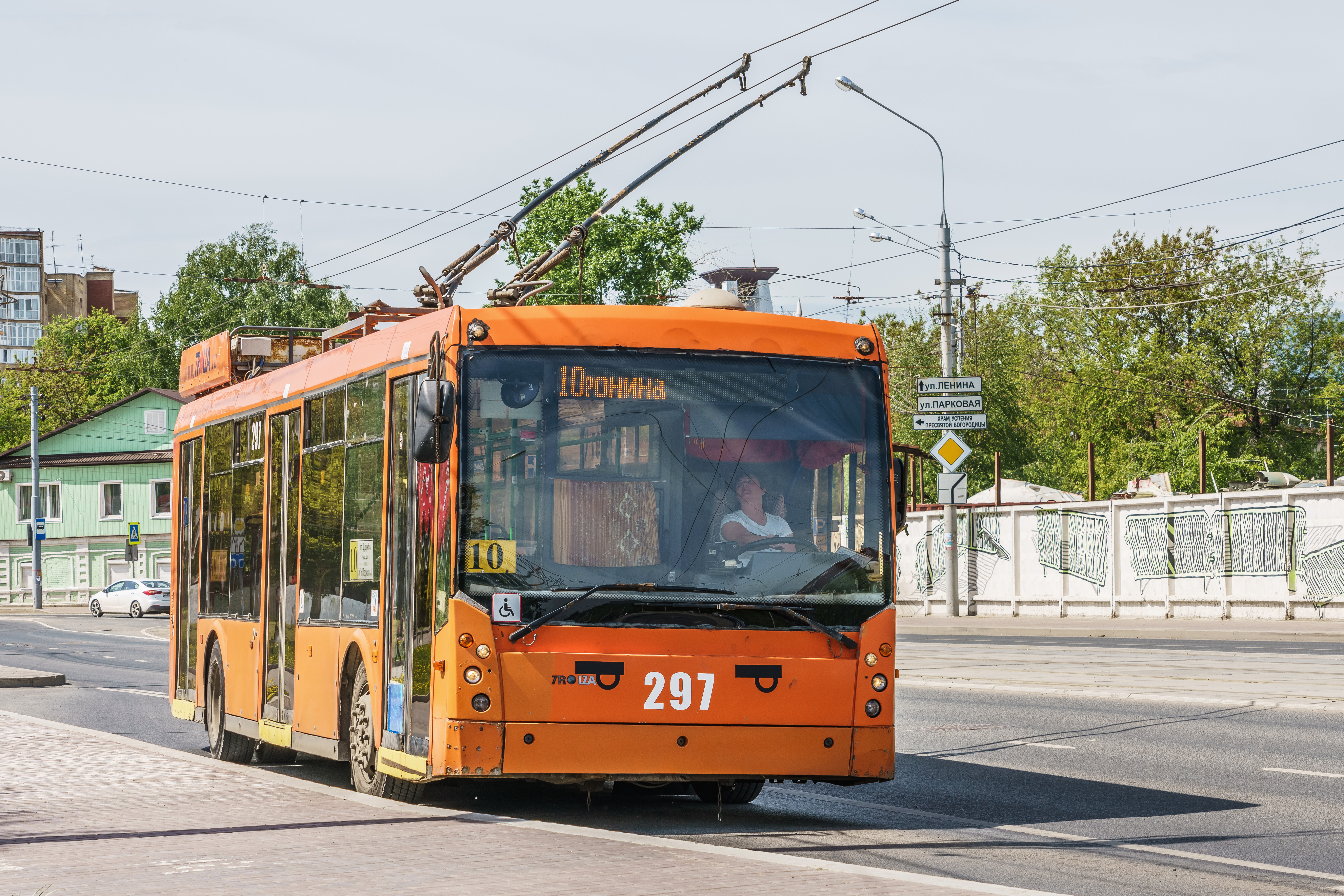
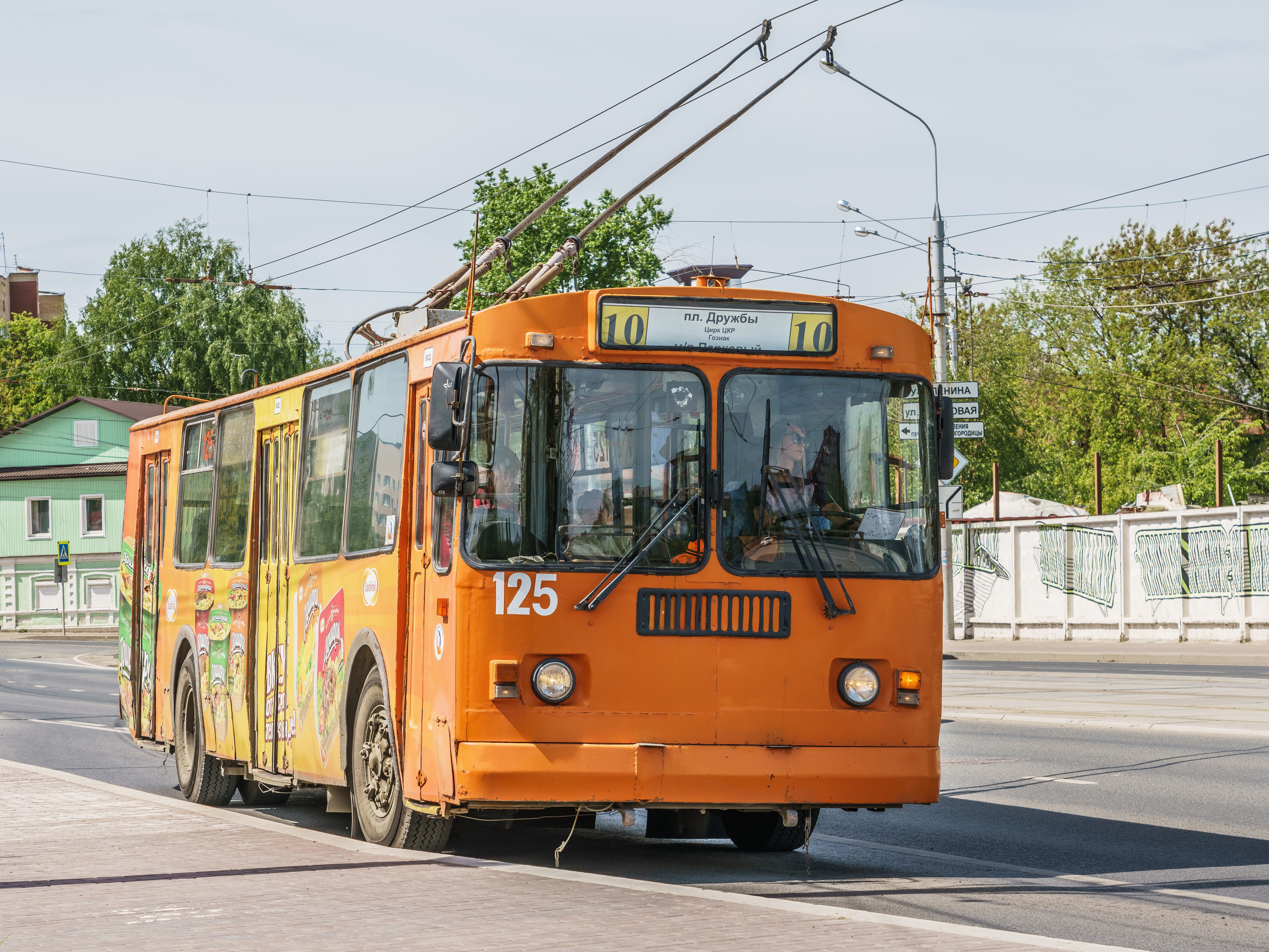
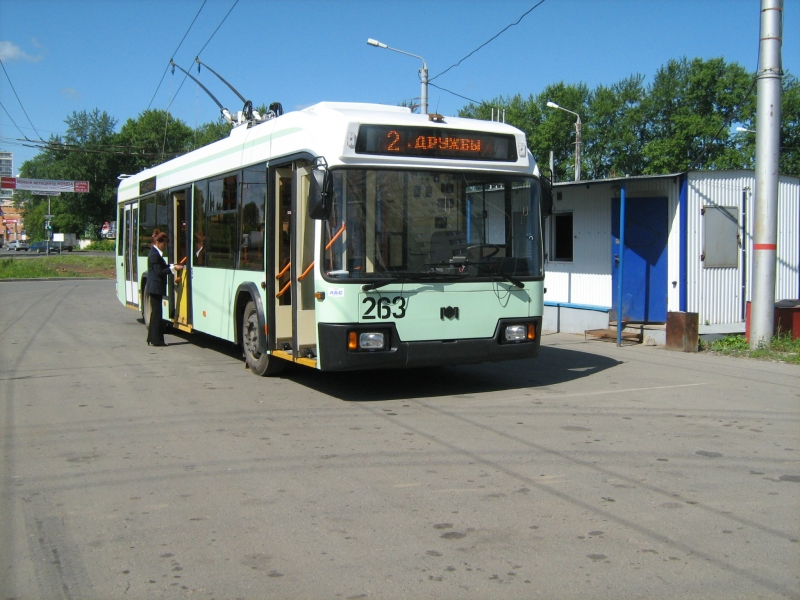
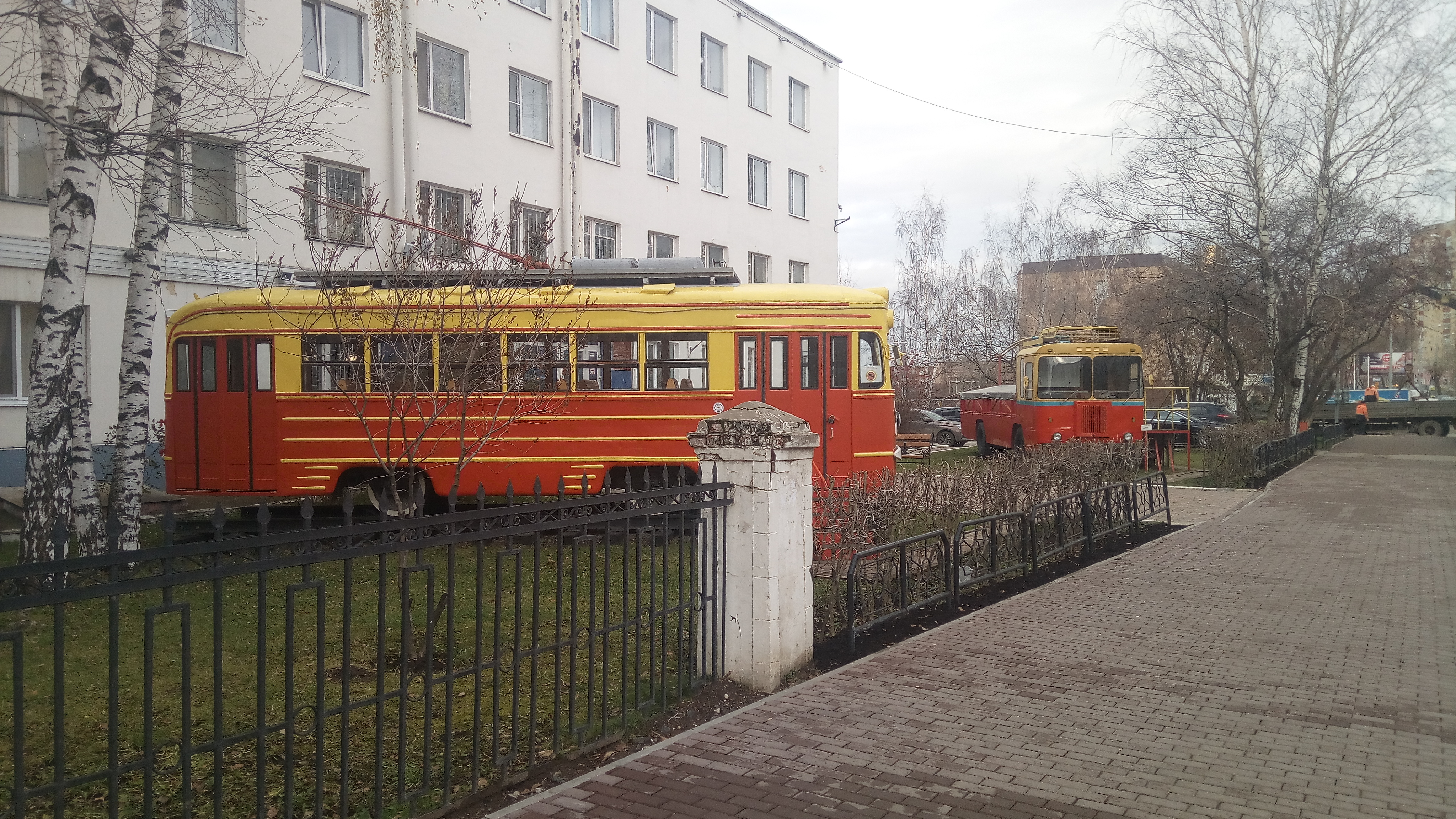
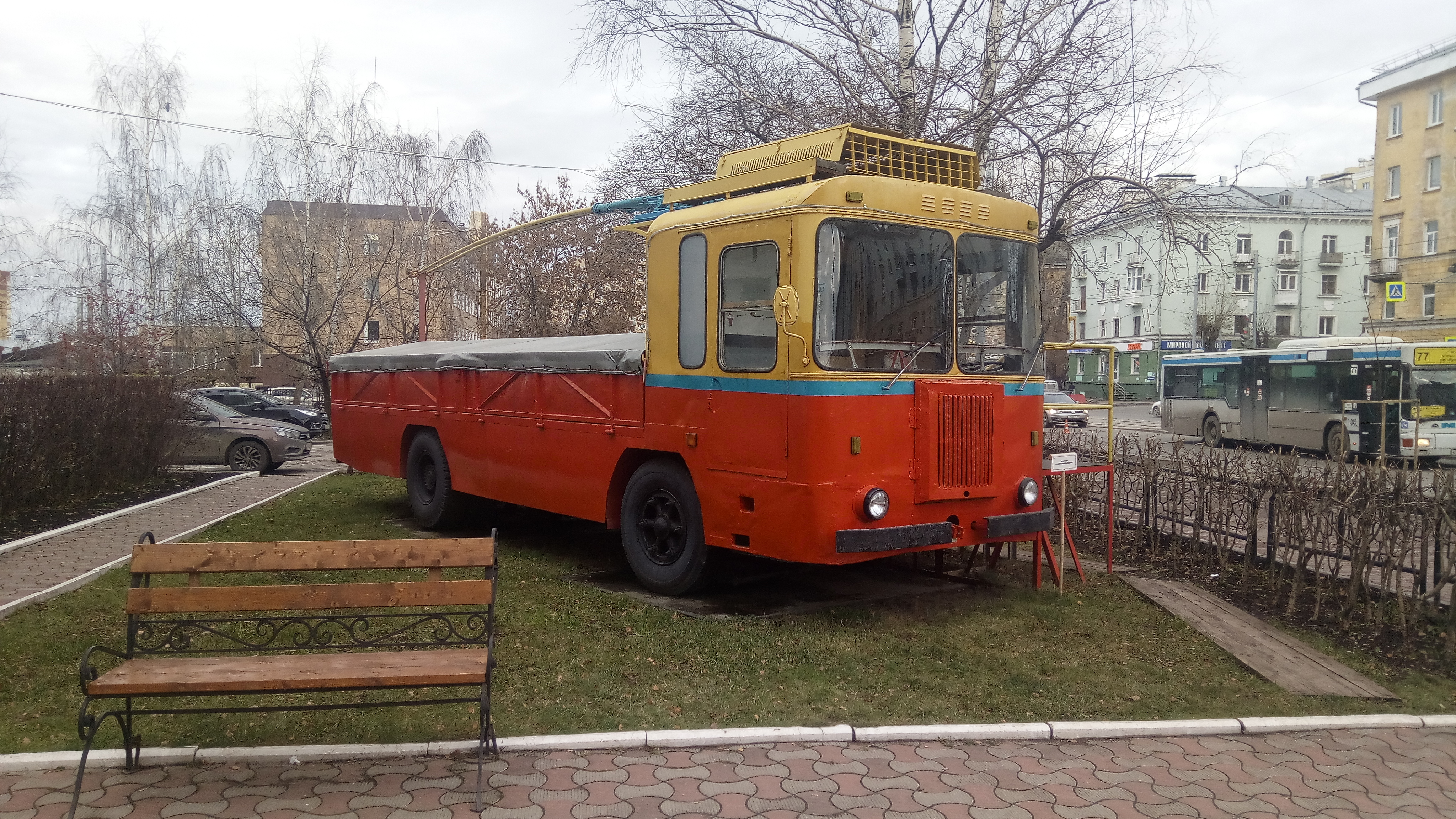
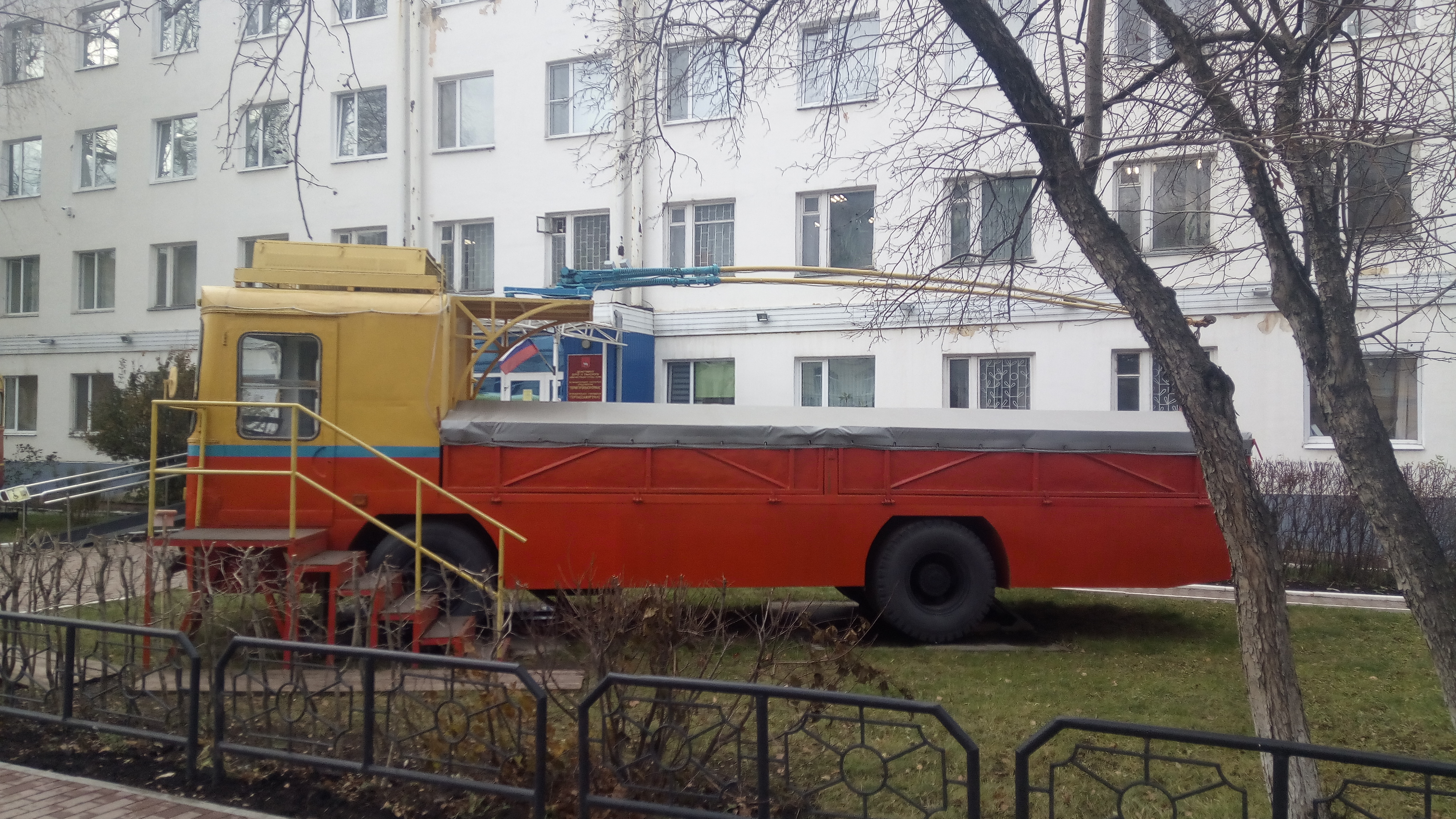
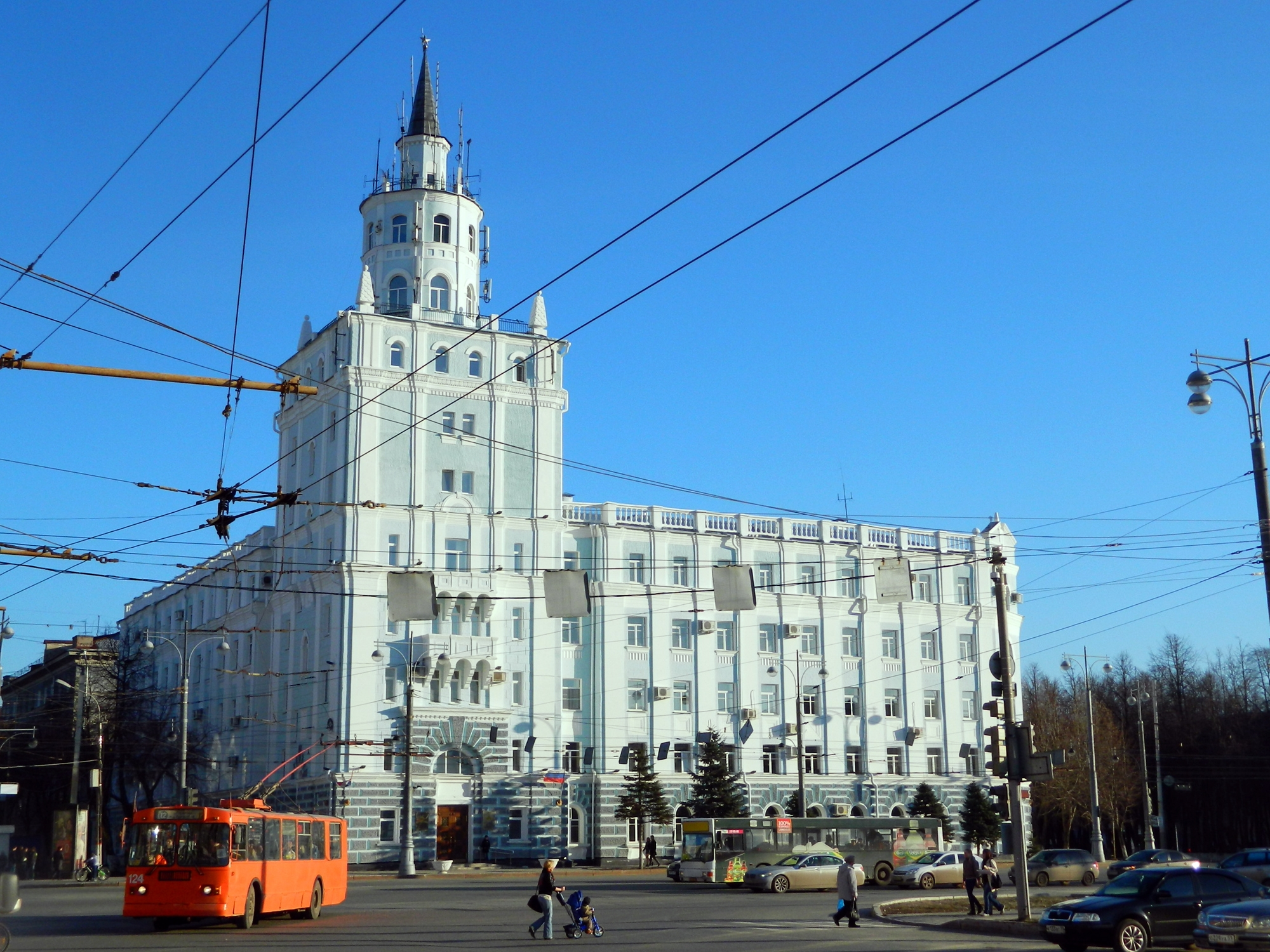